# Gustaw Łowczowski
Gustaw Łowczowski, poljski general, * 1897, † 1984.